# 坂田理
坂田理（1975年—），日本動畫師，出身於富山縣。

## 人物
- 在童夢[1]與J.C.STAFF[2]的作品中有擔任過作畫監督。
- 在WHITE ALBUM中擔任過作畫監督及總作畫監督。
- 在2011年的DOG DAYS裡首次擔任人物設定。[3]

## 註解
1. ↑  おねがい☆ツインズ公式ホームページ （页面存档备份，存于），第11話
2. ↑  ゼロの使い魔～三美姫（プリンセッセ）の輪舞（ロンド）～　オフィシャルサイト （页面存档备份，存于），第10話
3. ↑  .   [2011-04-24]. （原始内容存档于2012-05-02）.

## 外部連結
- 坂田理的X（前Twitter）